# 譚凱邦
譚凱邦（英語：Roy Tam Hoi-pong，1980年5月17日—），香港中學教師、社會活動家、政治人物，前香港荃灣區議會馬灣選區議員。他是香港環保觸覺創辦人、現任總幹事及前主席及前新民主同盟成員。2021年1月6日因早前參與立法會民主派初選涉嫌違犯中華人民共和國香港特別行政區維護國家安全法而被捕，2月底一直還押至今。
他雖然強調務實本土路線，但仍不時就環保議題發表較激進的評論，亦支持減少單程證配額因此常於香港各大媒體曝光。

## 簡歷
譚凱邦曾於華英中學任教一年期合約的綜合科學。他先前亦任教於新界屯門安定邨的順德聯誼總會梁銶琚中學，香港著名社運界人士、香港中文大學學生會會長張秀賢就讀該校時曾是他的學生，於2012年離職。他是該中學環保學會負責人。
他分別教授電腦、綜合科學、生物及通識四個科目。他亦曾於2006年任教仁愛堂田家炳中學及2004年於佛教大雄中學任職實習老師。譚凱邦另經營網上售賣環保產品。

## 關注環保議題
早年就讀中華傳道會安柱中學，於2003年畢業於香港中文大學環境科學系，並加入環保學會「綠色天地」，推動大學生的環保意識。其後與一班志同道合的同學創辦中文大學第一份環保報章「綠色報」，並擔任第一至三期的總編輯。2002年創辦環境教育團體自然足印，於2002年至2004年出任主席，致力於中、小學推行環境教育。2004年組成綠色團體環保觸覺，關注各方面的環保問題。
譚凱邦關注多項環保議題，並不時因此出現在報章或電視新聞，議題包括豐樂圍、屏風樓、新立法會綜合大樓擴建、酷熱天氣下的節約能源措施、開冷氣打邊爐、樓盤售樓書、廣深港高速鐵路規劃、公共空間等。
2007年，譚凱邦所屬的環保觸覺在麥當勞推出「無飲管日」後，2009年8月更呼籲政府實施每件港幣五角的「即棄餐具徵費」等議題。由於其創辦的環保觸覺建議要求他人跟從其環保路向，時事評論員蔡子強曾喻其為「環保塔利班」。
譚凱邦經常於上課時播放有關環保的影片給其學生觀看，有家長投訴影響其子女學習進度。譚凱邦曾於社交網站呼籲抵制世界自然基金會及呼籲停止捐款。  譚凱邦希望港鐵不要設扶手電梯，他提到，醫學會建議每天應步行8,000步，消耗150卡路里，而在短短步程加設電梯不利市民健康，也耗用電力。 
譚凱邦曾呼籲暫停屯門至赤鱲角連接路工程，中九龍幹線押後上馬 
譚凱邦曾於社交網站批評「冰桶挑戰」、「水炮演習」

## 從政
譚凱邦於2008年7月24日報名參選2008年香港立法會選舉，在九龍西出選，他的口號是「綠色香港 來自你一票」（Vote for a green Hong Kong）。民主黨新界東支部主席陳竟明、公民黨表示支持譚參選。他在6月底籌獲20萬元選舉經費，全期目標為60至100萬。被問及雙普選議題時，譚自稱「不是泛民主派也不是保守派」 ，主張2012年普選特首，2016年普選立法會。最後低票落選，僅得1,603票，得票率只為0.78%。
譚凱邦道出他的參選原因：「過去香港過度經濟掛帥，引致多項環保及社會問題，包括用電量過去10年大增4成、空氣污染、屏風樓問題、工時長休息不足、子女對菲傭時間多於父母、陪伴子女時間不足、缺乏家庭教育、手機引致焦慮、並失去私人空間、市民睡眠不足、連嬰兒也不例外」
他曾以環保觸覺身份參與2008年香港立法會選舉但以低票落選。曾有意參選2012年香港立法會選舉（新界西），後來以聲帶勞損，擔心病情惡化為理由放棄參選。

### 2015年香港區議會選舉
- 2015年香港區議會選舉中，以1,688票當選荃灣區議會馬灣選區區議員。

| 選區 | 編號 | 政黨       | 候選人         | 票數（百分比） |
| ---- | ---- | ---------- | -------------- | -------------- |
| 馬灣 | 1    | 獨立       | 曾文典         | 529            |
| 馬灣 | 2    | 新思維     | 陸偉良         | 193            |
| 馬灣 | 3    | 新民主同盟 | 譚凱邦（當選） | 1,668          |
| 馬灣 | 4    | 新民黨     | 黃超華         | 1,056          |

2016年7月17日，他參與新民主同盟2016年立法會選舉誓師大會，參選新界西議席。但在7月21日卻表示因妻子患病為由再次退選。

### 2019年區議會選舉
2019年香港區議會選舉，爭取連任的新民主同盟譚凱邦扔離建制派兼中銀香港業務策劃經理黃俊揚及譚的「Plan B」兼珀麗灣業主委員會前主席倫智偉，成功連任。
| 政党   | 政党       | 候选人    | 票数  | %     | ±      |
| ------ | ---------- | --------- | ----- | ----- | ------ |
|        | 新民主同盟 | ①. 譚凱邦 | 3,538 | 69.09 | ▲20.69 |
|        | 獨立       | ②. 黃俊揚 | 1,493 | 29.15 | 不適用 |
|        | 獨立       | ③. 倫智偉 | 90    | 1.76  | 不適用 |
| 多数票 | 多数票     | 多数票    | 2,045 | 39.93 | 不適用 |

2020年6月7日，新民主同盟公布於2020年立法會選舉中將推薦譚凱邦參選新界西議席，並參與民主陣營初選。於7月11日至7月12日初選投票中，獲4,865票（初選順位第8名），為該區初選參選人中最低票，再次落敗。
2021年4月20日，宣布退出新民主同盟並辭任區議員職務。

## 其他政治立場

### 抗議香港被中國大陸化
2013年8月底，譚凱邦與立法會議員范國威（新民主同盟）、毛孟靜（公民黨）、張超雄（工黨）、保衛香港自由聯盟發言人韓連山及多名社運人士在Facebook發起「抗融合．拒赤化．反盲搶地 一人$100換特首 還香港人一個家 （页面存档备份，存于）」行動，由數百位港人集資於9月3日在《明報》及《都市日報》刊登「反梁」廣告，批評梁振英漠視港人利益，讓自由行陸客「肆虐」香港，破壞香港的文明和秩序，香港人基本生活需要不斷被剝削，已讓港人忍無可忍，表明「換特首是出路」，促請中國政府停止干涉香港內部事務；並在臺灣《自由時報》刊登「香港面對嚴重中國化，請台灣引以為鑑」廣告，讓臺灣人明白香港引入中國新移民及旅客後港人所面對的苦況，不要讓臺灣被中國客攻陷。並要求台灣齊聲要求減少自由行，譚凱邦自己認為廣告成功引起台灣注意，但廣告在台灣登出後數星期，台灣的交通部觀光局表示，最近大陸旅行團及自由行大增，配額不足，未來擬放寬自由行人次。
2014年2月，譚凱邦用「人口政策關注組」名義與「數百位本土真香港人」每人集資$300登廣告，題為《自由行政策出錯 政府應深切反省 不應諉過「驅蝗行動」》於都市日報及明報刊登廣告批評特首及多位高官不正視「驅蝗行動」遊行者訴求
2014年3月，譚凱邦發起「反服貿，拒中國大陸化」的廣告，每人集資$300刊登在《自由時報》及香港兩地同時登報 聲稱「聲援台灣人 喚醒香港人」

### 支持台獨
2014年3月，譚凱邦發文: 「香港都想獨了 台灣幹嘛不獨」指出台灣應該獨立，以保存各項優勢，包括民主制度及人文氣息。觀乎香港一國兩制的失敗，請台灣人民以香港為鑑，不應向中國大陸過份靠攏。香港已禮崩樂壞，台灣應該要有危機意識，拒絕大陸化。